# Neonella nana
Neonella nana là một loài nhện trong họ Salticidae.
Loài này thuộc chi Neonella. Neonella nana được María Elena Galiano miêu tả năm 1988.